# Baby Bias
A Baby Bias (stilizálva Baby BIAS) a Polysics japán rockegyüttes negyedik kislemeze, mely 2005. április 27-én, négy évvel az előző kislemezük, a New Wave Jacket után jelent meg a Ki/oon Music gondozásában. A Baby Bias volt a zenekar első kiadványa, melyet a Hayashi–Kayo–Fumi–Yano felállásban készítettek el. A Baby Bias borítójával új dizájnt vettek fel, amit öt kislemezen keresztül, a 2007 januárjában megjelent Catch on Everywhere-ig követtek. A lemez a 109. helyezést érte el a japán Oricon heti eladási listáján, amin két hetet töltött el.

## Számlista
1. Baby BIAS (2:55)
A Nippon TV Ron-Q! Highland című sorozatának zárófőcím dala (2005. április–június)
2. Mr. Psycho Psycho  (サイコサイコさん?) (2:44)
3. Life In Yellow (2:07)

Zene és dalszöveg: Hiroyuki Hayashi, hangszerelés: Polysics